# Dicrurus caerulescens
El drongo ventriblanco o drongo de vientre blanco (Dicrurus caerulescens) es una especie de ave paseriforme de la familia Dicruridae nativa del subcontinente indio, específicamente en la India, Nepal, Bangladés y Sri Lanka.

## Descripción
La especie es negra sin plumas brillantes en la parte superior, y gris en la garganta y el pecho, mientras que el vientre y la cloaca son totalmente blancos en la variedad india, que es la subespecie nominal. La bifurcación de la cola es de color menos profundo que en el drongo real (Dicrurus macrocercus) que son frecuentemente observados en los mismos hábitats. Los jóvenes drongos reales pueden tener una gran mancha blanca en la parte inferior, pero por lo general es de apariencia escamosa. La variedades cingalesas insularis de la zona árida del norte y leucopygialis de la zona húmeda del sur tienen reducida la parte blanca de la cloaca. Las aves que tienen menos de un año de edad carecen de la parte blanca en la parte inferior, pero son más marrón arriba y grisáceo abajo.

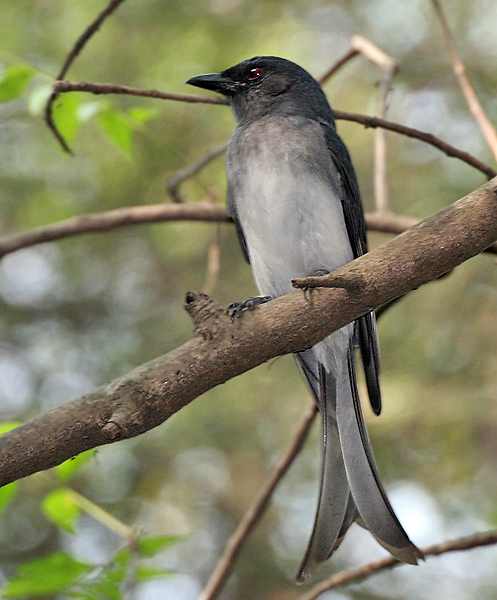
Subespecie nominal (Sindhrot, Guyarat).

El tamaño de la especie varía clinalmente con aves septentrionales más grandes. La parte blancuzca en la parte inferior también disminuye en tamaño, aunque varía mucho localmente. Las formas cingalesas leucopygialis e insularis son más oscuras que la forma india y hay cierta intergradación dentro de las subespecies cingalesas.
Se considera que la especie estrechamente relacionada con Dicrurus leucophaeus pero no se ha confirmado con estudios de secuencias moleculares.

## Distribución y hábitat
El drongo ventriblanco es un criador residente en la India y Sri Lanka. Generalmente esta especie se encuentra en los bosques secos o abiertos de matorrales. La distribución está restringida a la India peninsular hasta el sur de la cordillera del Himalaya y al oeste del delta del Ganges limitada al oeste por la región de Aravalli.

## Comportamiento y ecología

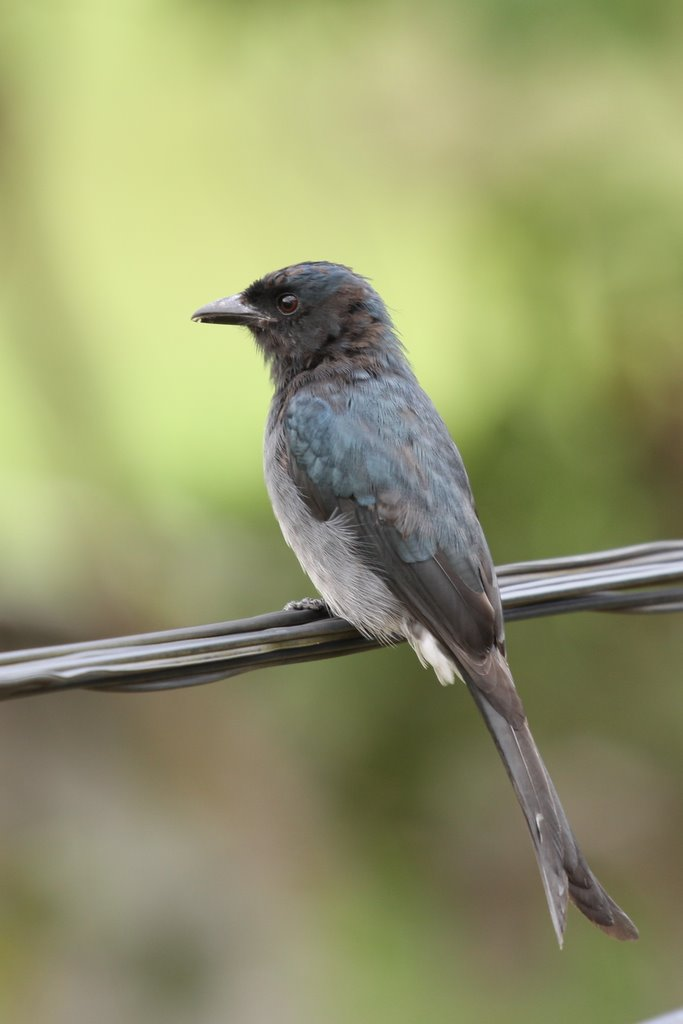
D. c. leucopygialis (Colombo, Sri Lanka).

Con frecuencia las aves son vistas individualmente o en grupos de hasta tres especímenes, En ocasiones, se unen a bandadas de alimentación de especies mixtas. Se posan de pie cerca de las copas de los árboles y capturan insectos en el aire con agudeza acrobática. Captura insectos más grandes utilizando sus garras. El canto de este drongo es una serie staccatos entremezclados con notas claras y pueden incluir la imitación de cantos de otros pájaros.
La temporada de reproducción es de febrero a julio. El nido en forma de tazón es similar al del drongo real pero, por lo general, está hecho de más ramitas y está bien forrado con hierba. La hembra pone dos a cuatro huevos, de color salmón pálido con manchas rojizas en el extremo ancho, son depositados en el nido que puede estar a 20 a 30 pies de altura en la bifurcación de un árbol. Son agresivos en el nido y puede ser una amenaza potencial mucho más grande que ellos mismos. Se ha observado cuando se junta en bandadas, imita los llamados de alerta de ardillas o el maullido de un gato y es conocido por unirse a bandadas de alimentación de especies mixtas.
Aunque son principalmente insectívoros, también son oportunistas y se sabe que se alimentan de pequeños pájaros. Como otros drongos, utilizan sus pies al manipular sus presas. Han sido conocidos por atraer insectos a luces artificiales tarde al anochecer. También visitan grandes flores por el néctar, particularmente Salmalia y Erythrina.